# Svetišče šaha Abdula Latifa Bhittaija
Svetišče šaha Abdula Latifa Bhittaija (urdujsko شاہ عبداللطیف بھٹائی مزار; sindsko شاهہ عبداللطيف ڀٽائي جي مزار) je sufijsko svetišče iz 18. stoletja v mestu Bhit Šah v pakistanski provinci Sind. Svetišče velja za eno najpomembnejših v Sindu, njegov letni festival urs pa privabi do 500.000 obiskovalcev.

## Ozadje
Svetišče je bilo zgrajeno za šaha Abdula Latifa Bhittaija, znanega sindi sufističnega učenjaka, mistika, svetnika in pesnika, ki velja za največjega muslimanskega pesnika sindškega jezika. Njegove zbrane pesmi so zbrane v zbirki Šah Jo Risalo. Svetišče je 125 kilometrov južno od priljubljenega svetišča Lal Šahbaza Kalandarja v Sehvanu.
Ženske služijo kot skrbnice grobnic v kompleksu svetišča. Moški pevci v svetišču posnemajo ženske glasove s petjem v falsetu, da posnemajo junakinje iz poezije Šaha Abdula Latifa. Hindujski skupnosti Bhil in Kolhi častita svetišče, saj velja, da je poezija šaha Abdula Latifa strpna do drugih verovanj.

## Stavbni kompleks
Kompleks svetišča je leta 1772 zgradil Mian Ghulam Šah Kalhoro za grobnico šaha Abdula Latifa Bhittaija. Kompleks svetišča vključuje mošejo in [[mavzolej]g, ki se prek velikih vrat odpirata na veliko dvorišče, obdano s kupolastimi arkadami. Kompleks je znan po tem, da je dovršeno okrašen s sindi ploščicami z modrimi in belimi cvetličnimi temami. Surs šaha Abdula Latifa Bhittaija se izvaja vsako noč v svetišču po večernih molitvah.
Kompleks svetišča vsebuje grobnico samega Bhittaija, njegovega očeta šaha Habiba, njegovih sorodnic, grobnico njegovega kalifa, Tamar Faqeer in grobnice poznejšega Gaddija Našina iz svetišča.

## Letni festival
Svetišče je prizorišče letnega festivala urs, ki v treh dneh privabi do 500.000 obiskovalcev, in se začne 13. dan islamskega meseca saferja. Festival obeležuje smrt šaha Abdula Latifa s praznovanjem, saj se njegova smrt šteje za združitev z Bogom.